# Henry Hernández
Henry Javier Hernández Álvarez (Montería, Córdoba, Colombia; 14 de mayo de 1982) es un exfutbolista colombiano. Jugaba de delantero. A finales de 2016 se graduó como director técnico en la ATFA.
En 2012 la IFFHS publicó la lista de los máximos goleadores del año en el cual Henry ocupó el tercer lugar con 35 goles siendo superado solo por Cristiano Ronaldo con 45 goles y Lionel Messi con 50 goles. Siendo este uno de sus mayores logros de su carrera.

## Trayectoria

### Guatemala
En Guatemala jugó en dos equipos durante cuatro años disputando 121 partidos donde marcó 85 goles. Esto lo convirtió en el vigésimo goleador histórico de la Liga. Años más tarde regresó al país donde jugó en la segunda división anotando 30 goles en tan solo 26 partidos.
En total en el fútbol de Guatemala disputó 147 partidos y anotó 115 goles, con un promedio de 0,78 por encuentro.

### Cúcuta Deportivo
El 24 de julio de 2012, el Cúcuta Deportivo confirmó su fichaje. Pese a la crisis del club, se logró reunir 1 millón de dólares logrando el fichaje del colombiano que llegó proveniente del Heredia Jaguares para vestir la dorsal 9. En su debut oficial ante Envigado el 27 de julio logró marcar gol de penal. El 14 de agosto ante Santa Fe marco su primer hat-trick

### Equidad Seguros
El 27 de junio de 2013, el gerente del Club Deportivo La Equidad, Julio Vázquez confirmó su fichaje. El jugador proveniente del Cúcuta Deportivo, es contratado por el club de cara al Finalización 2013 y a la Copa Bridgestone Sudamericana 2013.

## Clubes
| Club                    | País                    | Año                     | Promedio |
| ----------------------- | ----------------------- | ----------------------- | -------- |
| Atlético Bucaramanga    | Colombia                | 2000-2006               | 0.23     |
| Vida                    | Honduras                | 2007                    | 0.50     |
| Envigado F. C.          | Colombia                | 2007-2008               | 0.07     |
| Real Santander          | Colombia                | 2008                    | 0.08     |
| Juventud Retalteca      | Guatemala               | 2009-2010               | 0.56     |
| Heredia Jaguares        | Guatemala               | 2010-2012               | 0.72     |
| Cúcuta Deportivo        | Colombia                | 2012-2013               | 0.39     |
| La Equidad              | Colombia                | 2013-2014               | 0.17     |
| Deportivo Pasto         | Colombia                | 2015                    | 0.00     |
| Boyacá Chicó            | Colombia                | 2015                    | 0.2      |
| F. C. Chimaltenango     | Guatemala               | 2018                    | 1.15     |
| Deportes Quindío        | Colombia                | 2019-2020               | 0.39     |
| Total promedio goleador | Total promedio goleador | Total promedio goleador | 0.48     |

## Estadísticas
| Club                            | Div.          | Temporada     | Liga  | Liga  | Copa Nacional | Copa Nacional | Copa Internacional | Copa Internacional | Total | Total |
| Club                            | Div.          | Temporada     | Part. | Goles | Part.         | Goles         | Part.              | Goles              | Part. | Goles |
| ------------------------------- | ------------- | ------------- | ----- | ----- | ------------- | ------------- | ------------------ | ------------------ | ----- | ----- |
| Atlético Bucaramanga · Colombia | 1.ª           | 2000          |       |       | -             | -             | -                  | -                  |       |       |
| Atlético Bucaramanga · Colombia | 1.ª           | 2001          |       |       | -             | -             | -                  | -                  |       |       |
| Atlético Bucaramanga · Colombia | 1.ª           | 2002          |       |       | -             | -             | -                  | -                  |       |       |
| Atlético Bucaramanga · Colombia | 1.ª           | 2003          |       |       | -             | -             | -                  | -                  |       |       |
| Atlético Bucaramanga · Colombia | 1.ª           | 2004          |       |       | -             | -             | -                  | -                  |       |       |
| Atlético Bucaramanga · Colombia | 1.ª           | 2005          |       |       | -             | -             | -                  | -                  |       |       |
| Atlético Bucaramanga · Colombia | 1.ª           | 2006          |       |       | -             | -             | -                  | -                  |       |       |
| Atlético Bucaramanga · Colombia | Total club    | Total club    | 84    | 19    | 0             | 0             | 0                  | 0                  | 84    | 19    |
| Vida Honduras                   | 1.ª           | 2007          | 12    | 6     | -             | -             | -                  | -                  | 12    | 6     |
| Vida Honduras                   | Total club    | Total club    | 12    | 6     | 0             | 0             | 0                  | 0                  | 12    | 6     |
| Envigado F. c. · Colombia       | 2.ª           | 2007          | 2     | 0     | -             | -             | -                  | -                  | 2     | 0     |
| Envigado F. c. · Colombia       | 1.ª           | 2008          | 13    | 1     | -             | -             | -                  | -                  | 13    | 1     |
| Envigado F. c. · Colombia       | Total club    | Total club    | 15    | 1     | 0             | 0             | 0                  | 0                  | 15    | 1     |
| Real Santander · Colombia       | 2.ª           | 2008          | 12    | 1     | -             | -             | -                  | -                  | 12    | 1     |
| Real Santander · Colombia       | Total club    | Total club    | 12    | 1     | 0             | 0             | 0                  | 0                  | 12    | 1     |
| Juventud Retalteca · Guatemala  | 1.ª           | 2009/10       | 36    | 20    | -             | -             | -                  | -                  | 36    | 20    |
| Juventud Retalteca · Guatemala  | Total club    | Total club    | 36    | 20    | 0             | 0             | 0                  | 0                  | 36    | 20    |
| Heredia Jaguares · Guatemala    | 1.ª           | 2010/11       | 40    | 26    | -             | -             | -                  | -                  | 40    | 26    |
| Heredia Jaguares · Guatemala    | 1.ª           | 2011/12       | 45    | 35    | -             | -             | -                  | -                  | 45    | 35    |
| Heredia Jaguares · Guatemala    | Total club    | Total club    | 85    | 61    | 0             | 0             | 0                  | 0                  | 85    | 61    |
| Cúcuta Deportivo · Colombia     | 1.ª           | 2012          | 17    | 9     | 2             | 0             | -                  | -                  | 19    | 9     |
| Cúcuta Deportivo · Colombia     | 1.ª           | 2013          | 17    | 6     | 2             | 0             | -                  | -                  | 19    | 6     |
| Cúcuta Deportivo · Colombia     | Total club    | Total club    | 34    | 15    | 4             | 0             | 0                  | 0                  | 38    | 15    |
| La Equidad · Colombia           | 1.ª           | 2013          | 12    | 1     | -             | -             | 2                  | 0                  | 14    | 1     |
| La Equidad · Colombia           | 1.ª           | 2014          | 22    | 6     | 10            | 1             | -                  | -                  | 32    | 7     |
| La Equidad · Colombia           | Total club    | Total club    | 34    | 7     | 10            | 1             | 2                  | 0                  | 46    | 8     |
| Deportivo Pasto · Colombia      | 1.ª           | 2015          | 4     | 0     | 1             | 0             | -                  | -                  | 5     | 0     |
| Deportivo Pasto · Colombia      | Total club    | Total club    | 4     | 0     | 1             | 0             | 0                  | 0                  | 5     | 0     |
| Boyacá Chicó · Colombia         | 1.ª           | 2015          | 15    | 3     | -             | -             | -                  | -                  | 15    | 3     |
| Boyacá Chicó · Colombia         | Total club    | Total club    | 15    | 3     | 0             | 0             | 0                  | 0                  | 15    | 3     |
| F. C. Chimaltenango · Guatemala | 2.ª           | 2018          | 26    | 30    | -             | -             | -                  | -                  | 26    | 30    |
| F. C. Chimaltenango · Guatemala | Total club    | Total club    | 26    | 30    | 0             | 0             | 0                  | 0                  | 26    | 30    |
| Deportes Quindio · Colombia     | 2.ª           | 2019          | 37    | 12    | -             | -             | -                  | -                  | 37    | 12    |
| Deportes Quindio · Colombia     | 2.ª           | 2020          | 8     | 1     |               |               |                    |                    | 8     | 1     |
| Deportes Quindio · Colombia     | Total club    | Total club    | 45    | 13    | 0             | 0             | 0                  | 0                  | 45    | 13    |
| Total carrera                   | Total carrera | Total carrera | 402   | 166   | 15            | 1             | 2                  | 0                  | 419   | 167   |

## Palmarés

### Distinciones individuales
| Distinción                                                    | Año     |
| ------------------------------------------------------------- | ------- |
| Trofeo Juan Carlos Plata (19 goles)                           | 2009    |
| Trofeo Juan Carlos Plata (13 goles)                           | 2010    |
| Trofeo Juan Carlos Plata (17 goles)                           | 2011    |
| Trofeo Juan Carlos Plata (16 goles)                           | 2012    |
| Trofeo Juan Carlos Plata (jugador con más trofeos)            | 2009-12 |
| Anotador del gol más rápido del Cúcuta Deportivo (9 segundos) | 2012    |
| Goleador de la Torneo Finalización (9 goles)                  | 2012    |
| Tercer Goleador del mundo (35 goles)                          | 2012    |